# Militärhymne der chinesischen Volksbefreiungsarmee
Die Militärhymne der chinesischen Volksbefreiungsarmee (Zhongguo Renmin Jiefangjun Junge), auch bekannt unter der Bezeichnung Marsch der chinesischen Volksbefreiungsarmee (Zhongguo Renmin Jiefang Jinxingqu), ist ein patriotisches Lied in der Volksrepublik China, das im Herbst 1939 in Yan’an komponiert wurde. Sein Text stammt von Gong Mu (eigentlicher Name Zhang Yongnian) und die Musik wurde von Zheng Lücheng komponiert.
Der frühere Name war Marsch der Achten Marscharmee (Balujun Jinxingqu), und es war eines der sechs Lieder in der Achten-Marscharmee-Kantate (Balujun Dahechang), die alle von Gong Mu getextet und Zheng Lücheng komponiert wurden. Das Lied wurde auch als „Marsch der Befreiungsarmee“ (Jiefangjun Jixingqu) während des Chinesischen Bürgerkriegs bekannt. Der Text wurde 1951 von der Politischen Hauptverwaltung neu herausgegeben und das Lied 1965 umbenannt in Marsch der chinesischen Volksbefreiungsarmee.
Am 25. Juli 1988 beschloss die Zentrale Militärkommission das Lied als offizielle Hymne der Volksbefreiungsarmee zu nehmen.

## Text
| chinesisch | Pinyin | Übersetzung |
| --- | --- | --- |
| 向前！向前！向前! 我们的队伍向太阳, 脚踏着祖国的大地, 背负着民族的希望, 我们是一支不可战胜的力量! 我们是工农的子弟, 我们是人民的武装. 从无畏惧，绝不屈服，英勇战斗, 直到把反动派消灭干净, 毛泽东的旗帜高高飘扬! 听！风在呼啸军号响, 听！革命歌声多嘹亮! 同志们整齐步伐奔向解放的战场, 同志们整齐步伐奔赴祖国的边疆, 向前！向前! 我们的队伍向太阳, 向最后的胜利, 向全国的解放! | Xiàngqián, xiàngqián, xiàngqián! Wǒmen de duìwu xiàng tàiyang, jiǎotà zhe zǔguóde dàdì, bēifù zhe mínzúde xīwàng, wǒmen shì yī zhī bùkě zhànshèngde lìliang. wǒmen shì gōngnóngde zǐdì, wǒmen shì rénmínde wǔzhuāng, cóng wú wèijù, juébù qūfú, yīngyǒng zhàndòu, zhídào bǎ fǎndòngpài xiāomiè gānjìng, Máo Zédōng de qízhì gāogāo piāoyáng. Tīng! Fēng zài hūxiào jūnhào xiǎng, tīng! Gémìng gēshēng duō liáoliàng! Tóngzhìmen zhěngqí bùfá bēnxiàng jiěfàng de zhànchǎng, Tóngzhìmen zhěngqí bùfá bēnfù zǔguó de biānjiāng, xiàngqián, xiàngqián! Wǒmen de duìwu xiàng tàiyang, xiàng zuìhòu de shènglì, xiàng quánguó de jiěfàng. | Vorwärts! Vorwärts! Vorwärts! Unsere Truppen sind in Richtung der Sonne gewandt, Stehen auf dem Boden des Vaterlandes, Tragen des Volkes Hoffnung, Wir sind eine unbezwingbare Macht! Wir sind die Söhne und Brüder von Arbeitern und Bauern, Wir sind des Volkes Streitkräfte! Furchtlos, unnachgiebig, tapfer kämpfend Bis alle Banden von Reaktionären weggewischt werden. Die Flagge Mao Zedongs flattert hoch! Hört! Der Wind tobt und das Horn erklingt; Hört! Wie laut das revolutionäre Lied erschallt! Genossen schreiten geordnet auf die Schlachtfelder der Befreiung; Genossen schreiten geordnet an die Grenzen des Vaterlandes. Vorwärts! Vorwärts! Unsere Truppen sind in Richtung der Sonne gewandt, Marschieren zum Sieg Zur Befreiung des ganzen Landes! |

## Videos
- Zhongguo Renmin Junfang Junge – Klangbeispiel von Honglaowai (mit chinesischem Text)
- Dongfang hong Zhongguo Renmin Jiefangjun Jinxingqu – The East is Red: March of the People’s Liberation Army (Klangbeispiel aus dem Film Der Osten ist rot)
- Zhongguo Renmin Junfang Junge – Military choir of the People’s Liberation Army